# بني بوهادي (سوق القلة)
بني بوهادي هي إحدى مشيخات المملكة المغربية، تتبع جغرافيا لإقليم العرائش وإداريًا لسوق القلة. يقدر عدد سكانها بـ 4047 نسمة حسب الإحصاء الرسمي للسكان والسكنى لسنة 2004.